# Wagener
Wagener – miasto w Stanach Zjednoczonych, w stanie Karolina Południowa, w hrabstwie Aiken.